# Петер Штястний
Петер Штястний (словац. Peter Šťastný; нар. 18 вересня 1956, Братислава, Чехословаччина) — чехословацький, канадський та словацький хокеїст. Грав на позиції центрального нападника.
Чемпіон світу 1976, 1977 та володар кубка Канади 1984. З 1998 року член зали слави хокею. У 2000 році був введений до зали слави міжнародної федерації хокею із шайбою, а у 2002 — словацького хокею.

## «Слован»
В чемпіонаті Чехословаччини грав за братиславський «Слован» (1975-1980). З 1977 року перша атакувальна ланка клубу складалася із братів Штястних: Маріана, Петера та Антона. Внесла вагомий внесок у першу перемогу словацького клубу в чемпіонаті Чехословаччини 1979. Наступного сезону Петер отримав «Золоту ключку» — нагороду найкращому хокеїсту року в країні. Всього в чехословацькій лізі провів 198 матчів (131 гол).

## Збірна Чехословаччини
У складі національної збірної був учасником Олімпійських ігор 1980 у Лейк-Плесіді.
Брав участь у чотирьох чемпіонатах світу та Європи (1976-1979). Чемпіон світу 1976, 1977; другий призер 1978, 1979. На чемпіонатах Європи — дві золоті (1976, 1977) та дві срібні нагороди (1978, 1979). На чемпіонатах світу та Олімпійських іграх провів 45 матчів (25 закинутих шайб), а всього у складі збірної Чехословаччини — 100 матчів (51 гол). Фіналіст Кубка Канади 1976 (7 матчів).

## НХЛ
У 1980, разом з Антоном, втік до Північної Америки. Заокеанську кар'єру розпочав у команді «Квебек Нордікс». У першому сезоні отримав трофей Колдера — нагороду найкращому новачку НХЛ. З наступного сезону до них приєднався Маріан. Так у «Нордікс» з'явилося «братське тріо», третє за всю історію НХЛ. За «Чикаго Блекгокс» у 1940 році грали брати Бентлі, а 1970 року в «Сент-Луїсі» — брати Плейджер.
Петер Штястний став одним із найсильніших бомбардирів Національної хокейної ліги 80-х років. Своє 300-те очко набрав у 186 матчі. Швидше таку кількість очок вдалося набрати Вейну Грецкі. За менше ігор 500 очок набрали лише Вейн Грецкі та Маріо Лем'є. Для досягнення межі у 1000 набраних очок знадобилося 682 матчі. Це четвертий показник за всю історію НХЛ (попереду — Вейн Грецкі, Маріо Лем'є та Майк Боссі). Петер став другим гравцем європейського походження, що набрав 1000 очок, і першим, хто вчився хокею безпосередньо в Європі (його попередник Стен Микита виїхав до Америки ще хлопчиком). За час виступу в трьох командах — «Квебеку», «Нью-Джерсі» та «Сент-Луїсі» набрав 1239 очок (450+789) тільки у регулярному чемпіонаті і займає за цим показником 36-е місце. Він один із семи гравців, яким протягом семи сезонів поспіль вдавалося набирати понад сто очок. Йому належить рекорди НХЛ за кількістю результативних передач для новачків за сезон (70) та набраних очок за один матч у дебютному чемпіонаті (вісім у поєдинку з «Вашингтон Кепіталс»). Брав участь у шести матчах «Всіх зірок НХЛ».

## Збірні Канади та Словаччини
У складі збірної Канади здобув кубок Канади 1984. На турнірі провів вісім матчів та відзначився однією закинутою шайбою.
На Олімпійських іграх 1994 захищав кольори словацької збірної. Наступного року команда здобула перемогу на чемпіонаті світу у групі «Б», а Петер Штястний був обраний до символічної збірної турніру.

## Родина
Петер — четвертий, із п'яти синів родини Станіслава та Франтішки Штястних. Старший брат, Владімір, відомий хокейний тренер. На два роки молодший, Богуміл, за фахом архітектор, емігрував до Швейцарії. Маріан та Антон — хокеїсти. Сини Петера, Ян та Пол, хокеїсти, грали за збірну США. Єдина хокейна сім'я, представники якої виступали за збірні чотирьох країн.

## Політична діяльність
У 2004 році був обраний до Європейського Парламенту, 2009 переобраний на новий термін. Член СДХУ-ДП. Був одним із євродепутатів, які голосували за створення Європейського дня пам'яті жертв сталінізму та нацизму.

## Нагороди та досягнення
- Чемпіон світу (2): 1976, 1977
- Срібний призер чемпіонату світу (2): 1978, 1979
- Чемпіон Європи (2): 1976, 1977
- Срібний призер чемпіонату Європи (2): 1978, 1979
- Володар кубка Канади (1): 1984
- Фіналіст кубка Канади (1): 1976
- Чемпіон Чехословаччини (1): 1979
- Бронзовий призер чемпіонату Чехословаччини (1): 1980
- Золота ключка (1): 1980
- Володар нагороди Колдера (1): 1981